# 二口女

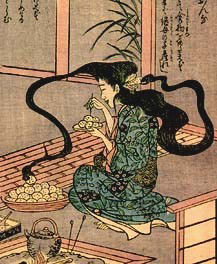
《繪本百物語》「二口女」，竹原春泉畫

 二口女（ふたくちおんな）是日本妖怪中的一種後腦勺也長了一張口的女性妖怪，她可以將自己的頭髮當做觸手使用，以向頭後面的口餵食。在日本的民間傳說中經常出現，其正體多是深山中的農村中出現的山姥。

## 民間傳說「不用吃飯的新娘」
傳說的版本可能由於地區因素而稍有不同，其中最有名的是福島縣的說法：
某村住了一個非常吝嗇的男子，希望能娶到一位不用吃飯的女子作為妻子。後來真的有一位女子表示她不用吃飯，男子遂娶其為妻。婚後妻子在吃飯的時候果然沒有吃任何東西，男子感到非常滿意。不過不久就發現家裡儲存的糧食卻不斷減少。
於是某日男子假裝出外辦事，卻躲在家中偷看其妻，結果看到妻子解開頭後面的頭髮，赫然露出第二張嘴，並用頭髮將飯糰送入其中，臉上的嘴還說道「不錯，飯糰握的很好」。男子嚇得想要逃走，卻被恢復了山姥原形的妻子裝入浴盆準備帶回深山中。男子在山道上成功逃脫，並藏身於生長了香味極濃的菖蒲的濕原，山姥跟踪其足跡到此，結果最後被菖蒲的靈力融化而死。

## 對民間傳說的分析
二口女的民間傳說不僅讓吝嗇、愛好虐待妻子的男人引以為戒，同時也表示了對外表看似貞淑的女性可能具有恐怖本性的憂慮。
首先，男子的嫁娶條件，「什麼都不用吃的女性」當然是現實中不存在的，山里住的妖怪為男子的貪慾所吸引嫁到男子家本身就包含了「除了人類以外」或「不人道的待遇」的涵義。其次，在男子為了滿足自己的貪慾而省下糧食的同時，卻同時背負上了生命危險，反映了人類的貪慾甚至可以左右生死。
這個民間傳說在日本全國都有，但是東日本和西日本在內容上是有很大區別的。前述的二口女是山姥這一類的鬼女，男子靠菖蒲之力得以逃脫的說法主要來自東日本，山姥襲擊男子的日子為5月5日，也是日本的端午節家家都插菖蒲以趕鬼的風俗的由來。在西日本則多認為二口女的正體是蜘蛛。二口女知道男子想要逃跑，和同伴說道「今天晚上會讓蜘蛛殺了他」，卻被男子偷聽到，於是夜裡用圍爐裡的火將家裡出現的蜘蛛全殺了。這也是日本諺語「夜のクモは親に似ていても殺せ」（夜裡出現的蜘蛛即使像親人一樣也要把它殺了）的由來。據說蜘蛛來的那一晚正好是除夕，因此有了除夕之夜家中的爐火不可以熄滅的習俗。 
另外，男子為了節省糧食而不讓妻子吃飯最終失敗的故事常常被長輩當做笑話講給小孩子聽。

## 《繪本百物語》中的二口女
江戶時代的怪談集《繪本百物語》中對「二口女」有另一種解釋：
下總國（現在的千葉縣）的一個男子在妻子去世後娶了後妻，他和去世的妻子有一個女兒。當後妻自己生了女兒後，就開始虐待前妻的女兒，不給她吃飯，最後女孩子被餓死了。
這樣過了四十九天后（即七七之後），男子在砍柴的時候不小心砍到了妻子的後腦勺。當時出了很多血，但是沒有危及到生命，傷口好了之後卻長成了人的嘴唇的形狀，頭蓋骨突出一部分變成了牙齒，頭上的肉也有部分變成了舌頭。這個傷口時時刻刻都在疼，只有給這張嘴餵食才可以減輕痛苦。
之後，傷口處還不斷傳來細小的聲音。將耳朵靠近後可以聽出小孩子的聲音在不斷說道「這是對違心殺害前妻之女的報應」。
同本書中還提到，江戶時代的古書中有記載一種叫做「人面瘡」的奇病，作惡者會長出人面瘡，二口女可能也是因為其惡行而長出人面瘡的女性。 《繪本百物語》即是利用怪談宣揚人道，告誡世人。 
《繪本百物語》的二口女是人類作惡而成，前面提到的民間傳說「不用吃飯的新娘」的二口女是妖怪山姥姥的化身，兩者是對同一種妖怪的不同解釋。 

## 二口女所出現過的作品
- 妖怪醫生
- 靈異教師神眉
- 鬼太郎
- 陰陽師（遊戲）
- 決戰！平安京（遊戲）
- 怪奇孤兒院

手里剑战队忍忍者
• 妖怪學校的菜鳥老師!

## 腳註
1. 1 2  那谷光代. . 稲田浩二他編  (编). . 弘文堂. 1977: 704–706頁. ISBN 978- 4-335-95002-5.
2. 1 2 3 4  花部英雄. . 乾克己他編  (编). . 角川書店. 1986: 338頁. ISBN 978-4-04-031300-9.
3. ↑  桃山人. 多田克己編 , 编. . 國書刊行會. 1997: 51–52頁. ISBN 978-4-336-03948-4.
4. ↑  . : 139頁.
5. ↑  村上健司編著. . Kwai books. 角川書店. 2005: 287–289頁. ISBN 978-4 -04-883926-6.